# فيديغولفو (بافيا)
فيديغولفو (بالإيطالية: Vidigulfo)‏ هي بلدة تقع في مقاطعة بافيا بإقليم لومبارديا في شمال إيطاليا. تبلغ مساحة هذه المدينة 15.8 (كم²)، وترتفع عن سطح البحر م، بلغ عدد سكانها 4747 نسمة في عام 2004 حسب إحصاء المعهد الوطني للإحصاء.

## السكان
في سنة 1861 بلغ عدد السكان 2٬757 نسمة، وتطور العدد ليصل في سنة 2011 لـ 5٬933 نسمة.
يظهر هذا المخطط البياني تطور النمو السكاني لـ فيديغولفو (بافيا)